# Stephen Franklin
Stephen Franklin es un personaje ficticio de Babylon 5. Es el jefe médico de la estación Babylon 5 y es interpretado por Richard Biggs.

## Biografía
Stephen Franklin es enviado a Babylon 5 para sustituir al anterior médico de la estación. Su padre es un general de las fuerzas terrestres. Decidió ser médico cuando un doctor alienígena le salvó una vez la vida. Fue uno de muy pocos que se toparon con los minbari antes de la guerra contra ellos. Toda vida es para él sagrada hasta el punto de incluso no ayudar a las fuerzas terrestres contra los minbari, cuando hubo guerra con ellos dándoles para ello la información biológica que querían para producir armas biológicas contra ellos. Michael Garibaldi es en la estación su mejor amigo.
Demostró sus abilidades como médico, cuando curó una plaga que exterminó a toda una raza alienígena y que se esparcía por Babylon 5. Sin embargo también tenía problemas con la adicción, por lo que tuvo que dejar un tiempo su puesto para tratarlo.
Cuando Garibaldi entró en como por un atentado contra él, Franklin utilizó un aparato que descubrió muy peligroso para curarlo. El acontecimiento que tenía que ver con el asesinato del presidente Santiago, causó que se rebelase contra Clark, cuando se dio cuenta de que él fue el asesino. Más tarde también se puso contra las sombras, cuando se enteró de su existencia, algo que se enteró como último por ser médico y fuera de todo acontecimiento exterior. Esa determinación se incrementó, cuando se dio cuenta de que Clark y las sombras trabajaban juntos. También se convirtió en enemigo del Cuerpo Psíquico, cuando se daba cuenta de los crímenes que estaba haciendo hacia los propios telépatas.
Como tal fue el primero en estar de acuerdo en luchar contra Clark, cuando se iba a tomar la decisión de independizar Babylon 5. Su labor en la lucha contra las sombras le permitió a Sheridan a dar un golpe decisivo contra las sombras, que le permitió encontrar a Lórien y acabar con esa guerra. Después Franklin fue el contacto de Babylon 5 hacia la resistencia de Clark en Marte. Estableció contactos decisivos para poder vencer a Clark. Después de la liberación de la Tierra Franklin se convirtió en reconocimiento de su labor en Babylon 5, en jefe médico de exploración de biología alienígena de la Tierra, donde tuvo un importante papel en la posterior lucha contra la plaga de los Drakh.
Participó en la última cena de Sheridan antes de que se fuese a Coriana 6 para morir allí. Después continuó otra vez con su trabajo en la Tierra.